# متحف بورتلاند للفن
يعد متحف بورتلاند للفنون أكبر وأقدم مؤسسة فنية عامة في ولاية مين الأمريكية. تأسَّسَ باسم جمعية بورتلاند للفنون عام 1882. يقع في منطقة وسط المدينة المعروفة باسم منطقة الفنون في بورتلاند بولاية مين.

## التاريخ
استخدمت المتحف مجموعة متنوعة من مساحات العرض حتى عام 1908؛ في ذلك العام، ورثت مارغريت جين موسي سويت قصرها المكون من ثلاثة طوابق، والمعروف الآن باسم ماكلين هاوس (بالإنجليزية: McLellan House)‏، والأموال الكافية لإنشاء معرض لذكرى زوجها الراحل، لورنزو دي ميديسي سويت، الذي كان ممثلًا للولايات المتحدة. صمم المهندس المعماري الشهير في نيو إنجلاند جون كالفن ستيفنز معرض إل دي إم سويت ميموريال جاليريز (بالإنجليزية: LDM Sweat Memorial Galleries)‏ الذي افتتح للجمهور في عام 1911.
على مدى السنوات الـ 65 التالية، مع توسع حجم المعارض ونطاقها، أصبحت قيود صالات العرض والتخزين ومناطق الدعم بالمتحف واضحة. في عام 1976، وعد تشارلز شيبمان بايسون، وهو مواطن ماين، المتحف بمجموعته المكونة من 17 لوحة رسمها وينسلو هومر. إدراكًا للقيود المادية للمتحف، قدم أيضًا 8 ملايين دولار لبناء إضافة صممها هنري نيكولز كوب من آي إم باي بارنترز. بدأ البناء في مبنى تشارلز شيبمان بايسون في عام 1981، وفي غضون عامين تم افتتاح المنشأة البالغة قيمتها 8.2 مليون دولار للجمهور.
كانت هدية بايسون من لوحات هوميروس بمثابة حافز لتوسيع المتحف وكذلك للحصول على قروض طويلة الأجل وهدايا مباشرة للمتحف. في استجابة مباشرة لهدية بايسون، أضافت هدية عام 1979 من مجموعة مؤسسة هاميلتون إيستر فيلد للفنون أكثر من 50 لوحة ومنحوتات وأعمالًا على الورق من قبل الحداثيين الأمريكيين إلى المجموعة. في عام 1991، تم تسليم مجموعة جوان ويتني بايسون كوليكشن (المملوكة من قبل زوجة تشارلز بايسون جوان ويتني، وريثة عائلة ويتني وأحد الشخصيات الاجتماعية في مدينة نيويورك) من 20 عملاً فنيًا انطباعيًا وما بعد انطباعي إلى المتحف على سبيل الإعارة الدائمة. في عام 1996، ورثت إليزابيث ب.نويس، جامعة الأعمال الفنية وفاعلة الخير في ولاية مين، 66 عملاً من الفن الأمريكي، وهي أكثر الهدايا الفنية الأمريكية شمولاً وتنوعًا التي قُدمت إلى المتحف على الإطلاق. نجحَ المتحف في جذبِ ما يقرب من 140.000 زائر سنويًا، وضمَّ حوالي 8500 عضو.

## المجموعة
تضم مجموعة المتحف أكثر من 22000 عمل فني يعود تاريخها إلى القرن الثامن عشر وحتى الوقت الحاضر. تضم مجموعة متحف بورتلاند للفنون أعمالاً لفنانين من بينهم وينسلو هومر، ومارسدن هارتلي، وجون مارين، ولويز نيفيلسون، وأندرو ويث، وجون جرينليف كلاودمان. يحتوي المتحف على أكبر مجموعة أوروبية في ولاية ماين. تحركات أوروبية كبرى من الانطباعية من خلال السريالية هي ممثلة جوان يتني بايسون، ألبرت أوتن، وسكوت إن. الأسود مجموعات، والتي تشمل أعمال جامباتيستا بيتوني، ماري كاسات، إدغار ديغا، رينيه ماغريت، كلود مونيه، إدوارد مونش، بابلو بيكاسو، وأوغست رودين. تضم مجموعة إليزابيث بي نويس، وهي وصية من 66 لوحة ومنحوتة، لوحات لجورج بيلوز وألفريد طومسون بريشر وأبراهام ووكويتز وجيمي ويث وروائع تشايلد هسام وفيتز هنري لين وإن سي ويث.

## الخدمات
توحد مباني المتحف الثلاثة ذات الأهمية المعمارية ثلاثة قرون تعرض تاريخ الفن والثقافة الأمريكية. منذ افتتاحه في عام 1983، كان مبنى تشارلز شيبمان بايسون هو الواجهة العامة للمتحف. على الرغم من أن الرؤية الأصلية لكل من المهندس المعماري والخطة الإستراتيجية للمتحف كانت دمج جميع المباني الثلاثة، ومبنى تشارلز شيبمان بايسون وإل دي إم سويت ميموريال جاليريز، وماكلين هاوس مؤخرًا فقط تم وضع المتحف لتحقيق هذا الهدف. في كانون الثاني (يناير) 2000، أطلق المتحف حملة رأسمالية بقيمة 13.5 مليون دولار لجمع الأموال للمحافظة والتفسير التعليمي لهيكله التاريخيين.

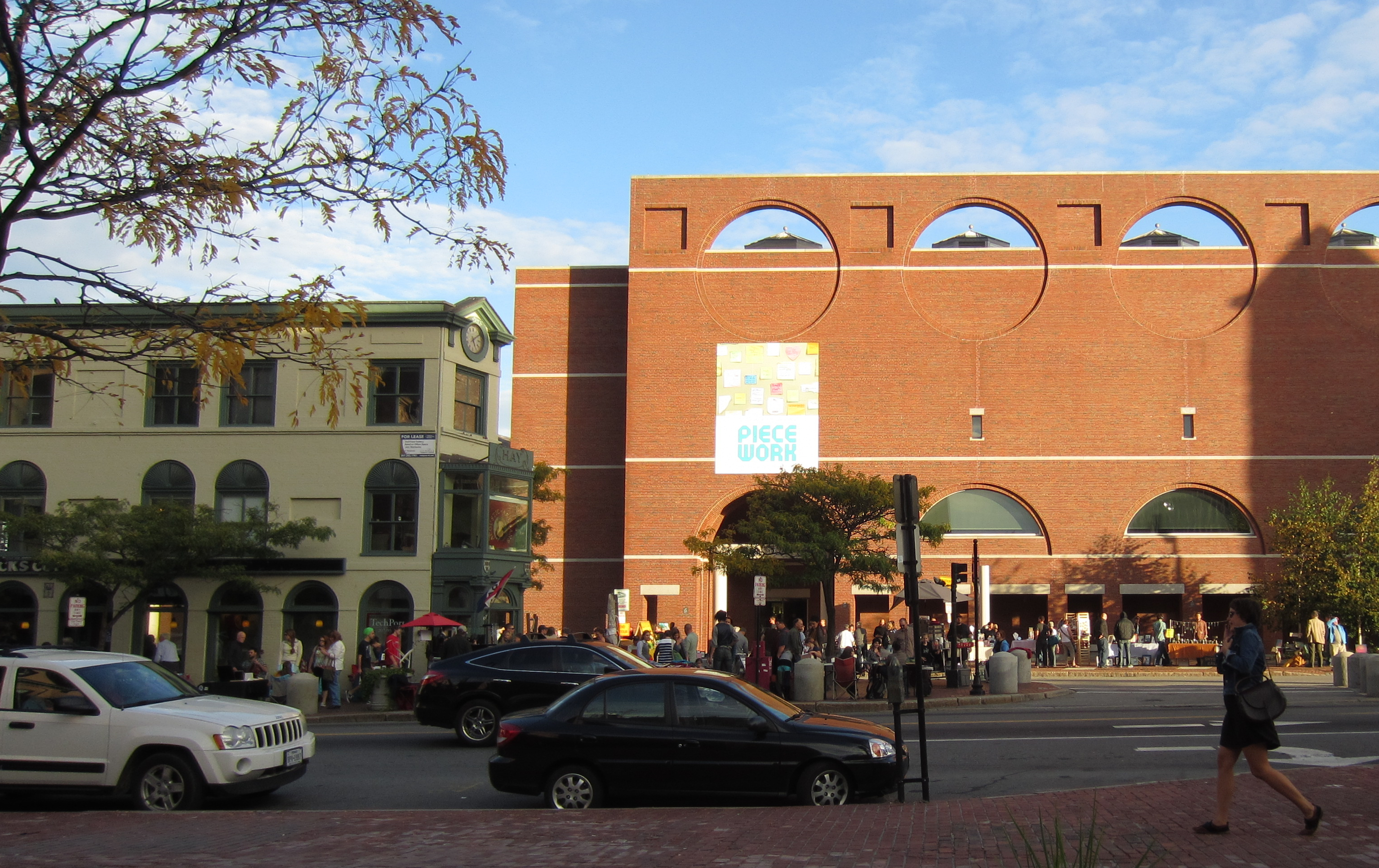
متحف بورتلاند للفنون في منطقة الفنون في بورتلاند.

بدأ مشروع تكامل المباني الثلاثة في خريف عام 2000 واكتمل في أكتوبر 2002. يركز كل من ماكلين هاوس وإل دي إم سويت ميموريال جاليريز على الفن الأمريكي في القرن التاسع عشر، ويضم مبنى بايسون أعمالًا أوروبية وأمريكية من القرنين العشرين والحادي والعشرين. أعاد مشروع «استكمال المتحف» منزل ماكلين إلى أناقته الكلاسيكية الجديدة الأصلية ومعارض إل دي إم سويت ميموريال جاليريز إلى روعة الفنون الجميلة، في عملية خلق مساحات مميزة لمجموعة المتحف المتميزة للفن الأمريكي في القرن التاسع عشر. تتيح المساحة الموسعة للمتحف عرضًا أكثر اكتمالاً للمجموعة الدائمة، والتي نمت في السنوات الأخيرة من حيث الجودة والأهمية التاريخية. في عام 2014، شارك سكوت سيمونز في تطوير مخطط رئيسي للحرم الجامعي للمساعدة في وضع المتحف للنمو.

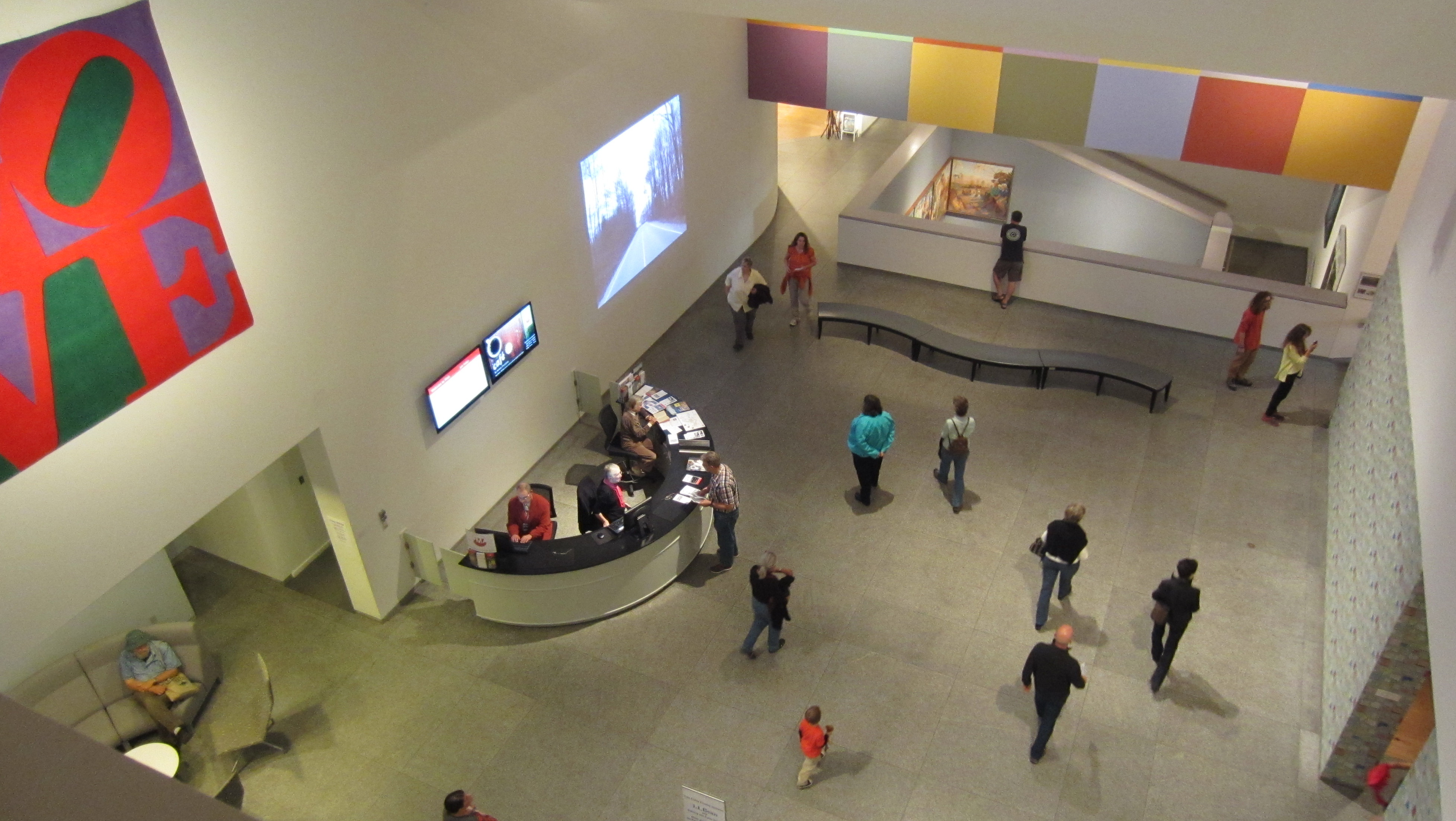
البهو الرئيسي للمتحف

## روابط خارجية
- الموقع الرسمي للمتحف